# Estadi Sant'Elia
L'Estadi Sant'Elia és un antic estadi de futbol propietat de L'AC Cagliari. Va ser inaugurat el 1970 i tancat el 2017. Amb una capacitat de 23.500 espectadors i unes dimensions de 105x66, l'estadi va ser reformat el 1990.